# Timarcha
Timarcha es un género de coleópteros de la familia Chrysomelidae. Carecen de alas y no vuelan. Se alimentan de plantas de las familias Rubiaceae, Plumbaginaceae, Rosaceae y Ericaceae. Hay dos especies en Norteamérica.
Cuenta con más de cien especies repartidas en tres subgéneros. Una de las especies más conocidas y extendidas de Europa es Timarcha tenebricosa, conocida a veces como "escarabajo de la nariz sangrante" ya que cuando es molestado secreta un líquido rojo por la boca y las articulaciones de las patas. El género fue descrito originalmente por Samouelle en 1819.
Lista de especies

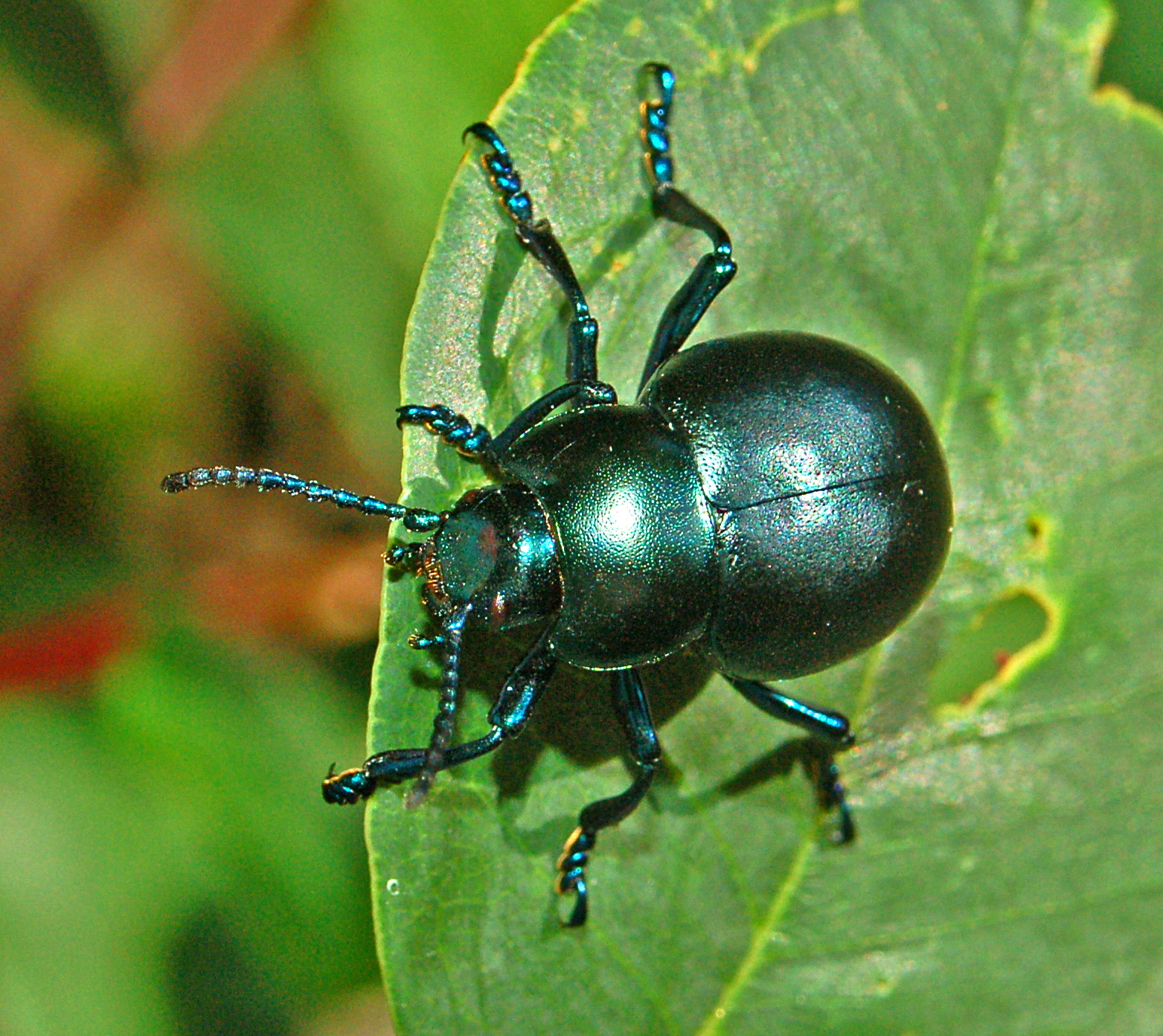
Timarcha tenebricosa

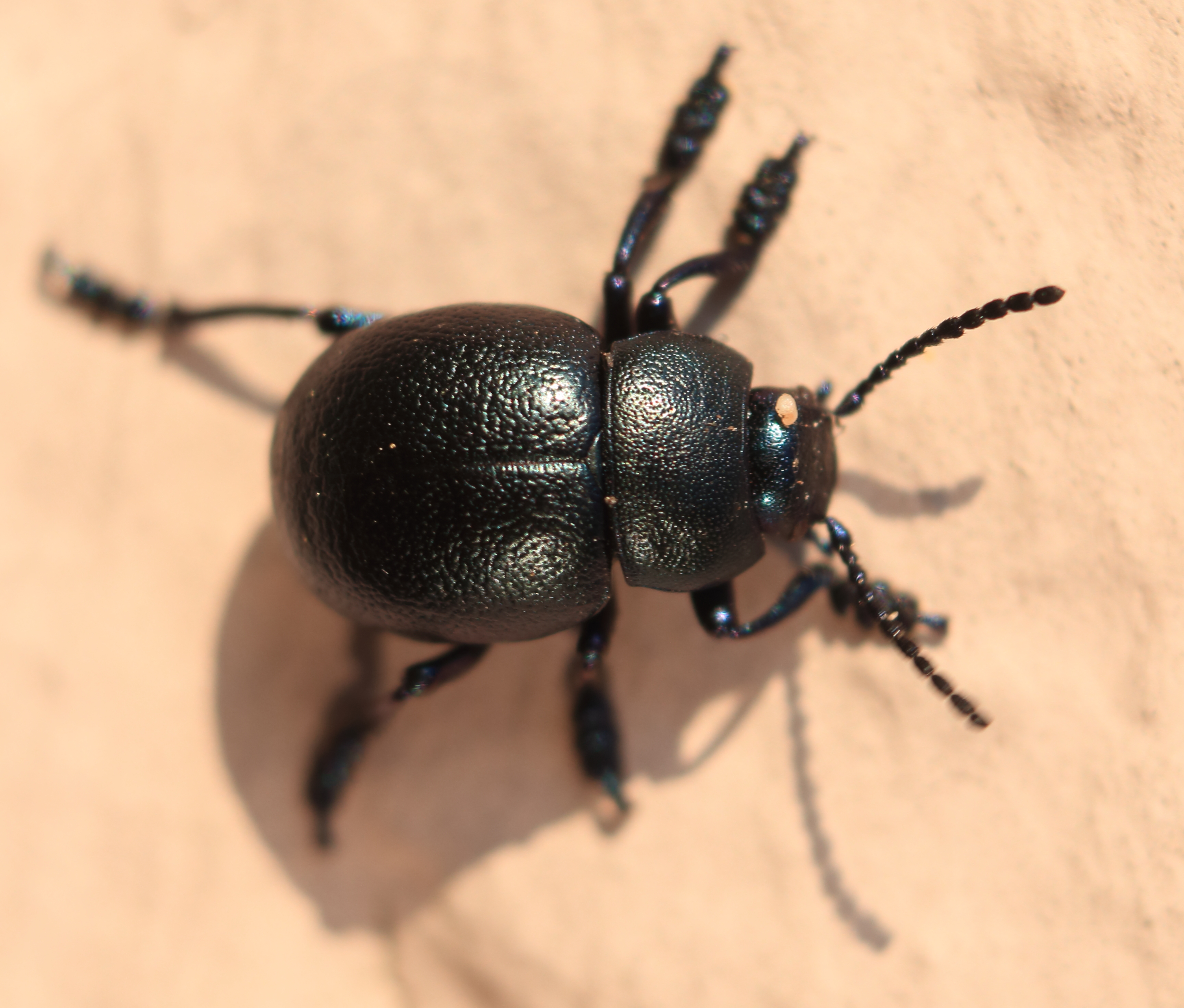
Timarcha goettingensis

- Timarcha affinis Laboissiere, 1939
- Timarcha apricaria Waltl, 1835
- Timarcha apuana Daccordi & Ruffo, 1990
- Timarcha aragonica Balbi, 1892
- Timarcha asturiensis Kraatz, 1879
- Timarcha aurichalcea Bechyné, 1948
- Timarcha balearica Gory, 1829
- Timarcha calceata Perez, 1865
- Timarcha catalaunensis Fairmaire, 1873
- Timarcha chalcosoma Fairmaire, 1868
- Timarcha chloropus Germar, 1824
- Timarcha coarcticollis Fairmaire, 1873
- Timarcha corinthia Fairmaire, 1873
- Timarcha cornuta Bechyné, 1944
- Timarcha cyanescens Fairmaire, 1861
- Timarcha daillei Laboissiere, 1939
- Timarcha durmitoriensis Apfelbeck, 1912
- Timarcha elliptica Fairmaire, 1873
- Timarcha erosa Fairmaire, 1873
- Timarcha espanoli Bechyné, 1948
- Timarcha fallax Perez, 1865
- Timarcha fracassii Meier, 1900
- Timarcha geniculata Germar, 1824
- Timarcha gibba Hagenbach, 1825
- Timarcha globipennis Fairmaire, 1873
- Timarcha goettingensis Linnaeus, 1758
- Timarcha gougeleti Fairmaire, 1859
- Timarcha granadensis Bechyné, 1948
- Timarcha gravis Rosenhauer, 1856
- Timarcha heydeni Weise, 1882
- Timarcha hispanica Herrich-Schaeffer, 1838
- Timarcha insparsa Rosenhauer, 1856
- Timarcha intermedia Herrich-Schaeffer, 1838
- Timarcha interstitialis Fairmaire, 1861
- Timarcha janthinipes Fairmaire, 1880
- Timarcha kiesenwetteri Kraatz, 1879
- Timarcha lusitanica Fabricius, 1781
- Timarcha marginicollis Rosenhauer, 1856
- Timarcha maritima Perris, 1850
- Timarcha melica Bechyné, 1947
- Timarcha melitensis Weise, 1882
- Timarcha metallica Laicharting, 1781
- Timarcha monserratensis Bechyné, 1962
- Timarcha montana Fairmaire, 1873
- Timarcha monticola Dufour, 1843
- Timarcha nicaeensis Villa, 1853
- Timarcha oblongula Fairmaire, 1880
- Timarcha obsoleta Laboissiere, 1937
- Timarcha olivieri Fairmaire, 1868
- Timarcha parvicollis Rosenhauer, 1856
- Timarcha perezi Fairmaire, 1884
- Timarcha pimelioides Herrich-Schaeffer, 1838
- Timarcha pontavicei Marseul, 1883
- Timarcha pratensis Duftschmid, 1825
- Timarcha recticollis Fairmaire, 1891
- Timarcha rugulosa Herrich-Schaeffer, 1838
- Timarcha sardea Villa, 1835
- Timarcha seidlitzi Kraatz, 1879
- Timarcha sicelides Reiche, 1860
- Timarcha sphaeroptera Fairmaire, 1873
- Timarcha stepaneki Bechyné, 1946
- Timarcha strangulata Fairmaire, 1861
- Timarcha strophium Weise, 1888
- Timarcha temperei Jeanne, 1965
- Timarcha tenebricosa Fabricius, 1775
- Timarcha tenuicornis Fairmaire, 1880
- Timarcha trapezicollis Fairmaire, 1873
- Timarcha validicornis Fairmaire, 1873